# شباك (سفينة)
الشباك أو الشّبك (وجمعها: شُبُك بالضم) عبارة عن سفينة شراعية متوسطية كانت تستخدم في الغالب للتجارة. كان لدى الشبك دق مائل مقوس طويل متدلي وصاري في الخلف. يمكن أن يشير المصطلح أيضًا إلى سفينة صغيرة وسريعة من القرن السادس عشر إلى القرن التاسع عشر، كانت تستخدم بشكل حصري تقريبًا في البحر الأبيض المتوسط.

## وصف

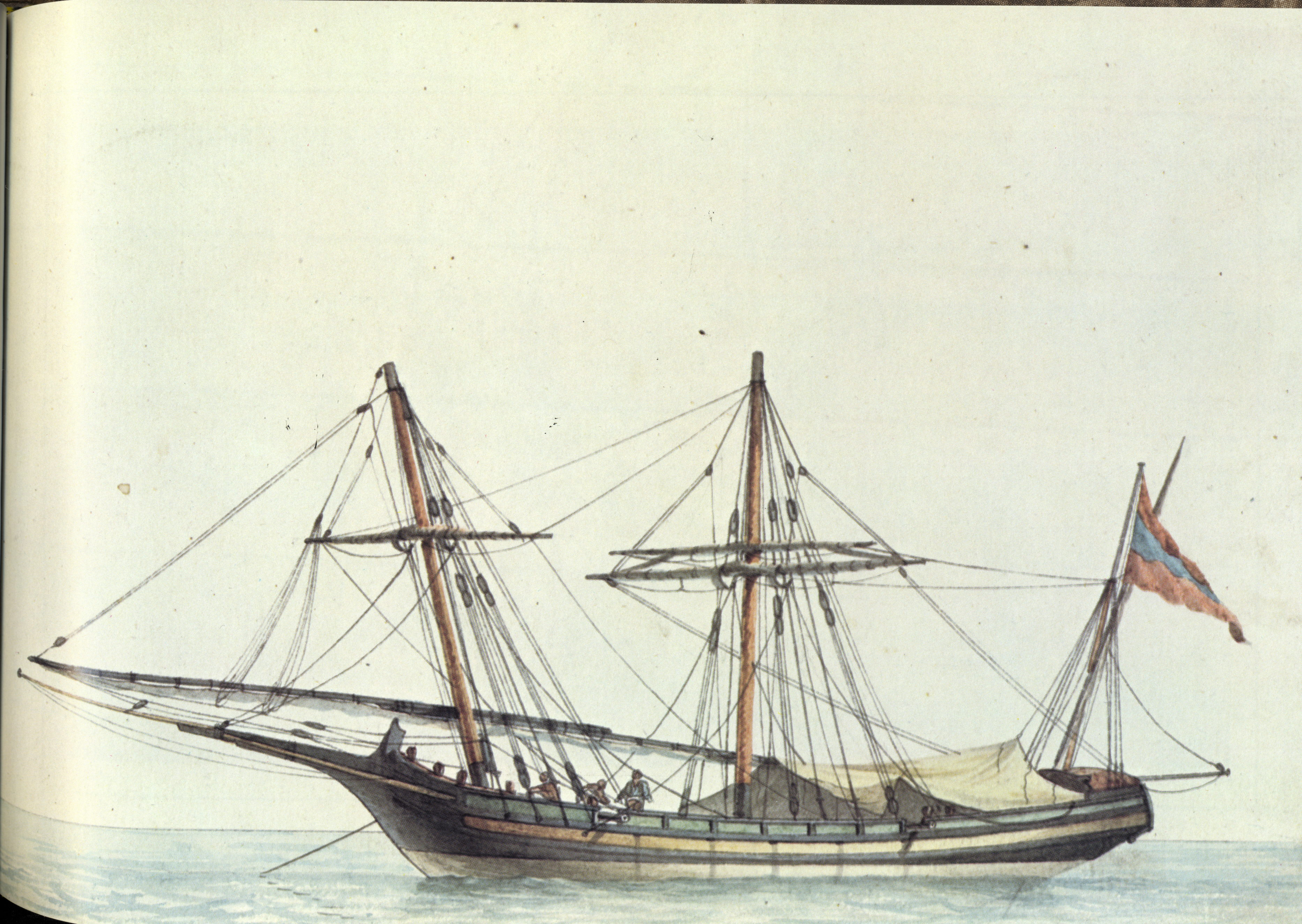
شباك عثماني-إغريقي

كانت الشبك عبارة عن سفن تشبه القوادس المستخدمة بشكل أساسي من قبل الجهاد البحري ، والتي تحتوي على أشرعة لاتين ومجاديف للدفع. كان لدى الشبك الأولى صاريان بينما كان لدى السفن اللاحقة ثلاثة صواري. تميزت الشبك بهيكل مميز مع قيدوم متدلٍ واضح ومؤخرة، ونادراً ما تهجر أكثر من 200 طن، مما يجعلها أصغر قليلاً بمدافع أقل قليلاً من فرقاطات تلك الفترة.

### استخدامالجهاد البحري
كانت هذه السفن سهلة الإنتاج وكانت رخيصة، وبالتالي كان لدى كل قبطان قرصان (رئيس) تقريبًا شباكا واحدا في أسطوله. يمكن أن تكون ذات أحجام مختلفة. كان لبعض السفن ثلاثة مدافع فقط  بينما كان لدى البعض الآخر ما يصل إلى أربعين.  كان لدى معظم الشباكات حوالي 20-30 مدفعًا ، وكانت الغالبية العظمى مزودة بمدافع دوارة .  
بعد القرن الثامن عشر، أصبحت القوادس قديمة بشكل متزايد وأصبحت سفن الشبك هي السفن المفضلة للجهاديين البحريين  بفضل استخدامها الثقيل والفعال لطاقة الرياح ، وتقليل الحاجة إلى التجديف من العبيد، والقدرة على حمل مدافع أكثر من القادس, وبشكل عام الرخص والسرعة  والقدرة على المناورة. 
كانت الشُبُك بشكل عام أسرع من أنواع السفن المعاصرة حتى إدخال السفن البخارية
بنى الجهاديون البحريون شبكهم بأرضية ضيقة لتحقيق سرعة أعلى من خصومهم، ولكن مع شعاع معقول لتمكينهم من تنفيذ خطة إبحار واسعة النطاق. سمحت الأشرعة المثلثة المجهزة للسفينة بالإبحار بالقرب من الريح ، مما يمنحها غالبًا ميزة في المطاردة أو الهروب. سمح استخدام المجاديف أو الكاسحات لـلشباكات بالاقتراب من السفن التي سُطيت. عند استخدامها في القرصنة، كانت تحمل طاقمًا من 90  إلى 400 رجل.
كان استخدام الحبال المربعة بين القراصنة نادرًا في البداية ، على الرغم من أنه بعد خمسينيات القرن الثامن عشر أصبح المزيج بين الأشرعة المثلثة المتأخرة والشدات المربعة أكثر انتشارًا. 

### استخدام القوى الأوروبية
بعض منتصري الشبك للبحرية الإسبانية، حوالي عام 1770 (انظر حملات أنطونيو بارسيلو ... في النسخة الإسبانية من صفحة ويكيبيديا):
- الأندلس ، 30 مدفع(4 × 8 رطل)
- أفريقيا ، 18 مدفع(4 رطل)
- أتريفيدو ، 20 مدفع
- أفينتوريرو ، 30 مدفع (3 × 8 رطل)
- مورسيانو ، 16 مدفع، 4 مدافع (مدافع دوارة خفيفة)
- سان أنطونيو

تشمل الشبك البارزة للبحرية الفرنسية أربعة تم إطلاقها في عام 1750:
- الحوزة 160 طنا 18 مدفعا
- ثعبان ، 160 طن عبء ، 18 مدفعا
- القرش، 260 طن عبء، 24 مدفعا
- الطائش ، 260 طن عبء، 24 مدفعا

خطة الشراع لشباك-بلقة

في القرن الثامن عشر وأوائل القرن التاسع عشر ، حملت صواري كبيرة -xebec حفارًا مربعًا على الصاري الأمامي ، وأشرعة متأخرة على الصواري الأخرى ، وعربة قوس ، واثنين من رؤوس . يميز الشراع المربع هذا الشكل من xebec عن شكل felucca المجهز فقط بالأشرعة المتأخرة . كانت آخر سفن الشبك المستخدمة من قبل القوات البحرية الأوروبية مزوّدة بالكامل بمربعات وأطلق عليها اسم (xebec-frigates) أي فرقاطة شباكية.
تعتبر هزيمة البرِغ-سلوب سبيدي "السريعة" البريطانية (14 مدفعًا ، 54 رجلاً) للفرقاطة-الشباكية الأيل الأسمر (32 مدفعا، 319 رجلاً) في 6 مايو 1801 بشكل عام واحدة من أكثر أعمال السفن الفردية في التاريخ البحري. كان ذلك أساس السمعة الأسطورية لقبطان سبيدي ، اللورد كوكران ، والتي بدورها قدمت الإلهام لقصص الخيال البحري مثل سيد وقائد لباتريك أوبراين. 

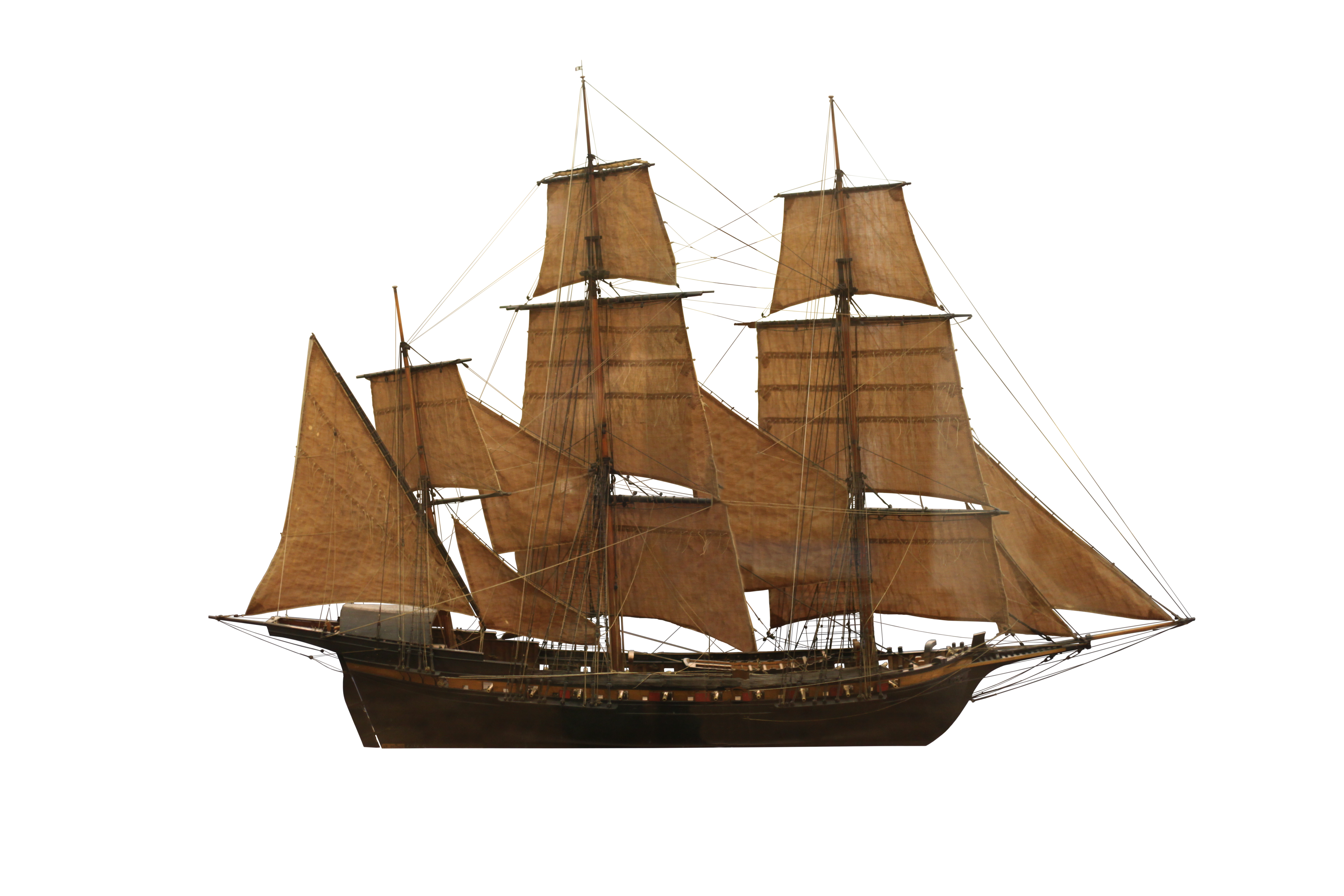
شباك مربع التجهيز من فترة 1780-1815

## أصل الكلمة
الشباك (في الإنغليزية: Xebec) تحدث الكلمات المشابهة في الشكل والمعنى لـ شباك باللغات الكاتالونية والفرنسية والإسبانية والبرتغالية والإيطالية والعربية والتركية. يعتبر قاموس علم أصل الكلمة على الإنترنت أن الشبَّاك العربي (بمعنى " سفينة حربية صغيرة") هو الشكل المصدر ؛ ومع ذلك ، فإن الجذر العربي يعني "شبكة" ، مما يعني ضمناً الكلمة التي كانت تشير في الأصل إلى قارب صيد.

## أنظر أيضا
- بلقة
- الداو
- السَجَينة
- القطيعة
- قادس

## روابط خارجية
- عربي chebec صور عالية الدقة لنموذج xebec من القرن الثامن عشر
- كتاب "Chebec Le Requin 1750" مع الترجمة الإنجليزية ، بقلم جان بودروت ، 1991
- تعريف مصدر xebec

قالب:Sailing vessels and rigs